# Бенжаман Нуару
Бенжаман Нуару (фр. Benjamin Noirot, 17 грудня 1980, Діжон) - професійний регбіст, позиція хукер.

## Біографія
Бенжаман Нуару дебютував в клубі Діжон, де він починав як флай-хав та хукер і утвердився в цьому положенні.
У червні 2008 року він був запрошений Французькими Варварами, щоб зіграти матч проти Канади в Вікторії. Варвари перемогли з рахунком 17:7.
Незважаючи на спортивну пенсію оголошену ним в кінці сезону 2015-2016, він підписав контракт з Спортивною Асоціацією Флюронтін на новий сезон 2016-2017.

## Спортивні клуби
- Клуб Діжон
- Стад Діжоне Кот Д'Ор
- 2000—2005: Дакс
- 2005—2009: Біарріц Олімпік
- 2009—2013: Рейсінг 92
- 2013—2014: Тулон
- 2014—2016: Біарріц Олімпік
- 2016— : Спортивна Асоціація Флюронтін

## Виступ зі збірною Франції
13 листопада 2010 року, Бенжаман був вибраний репрезентувати збірну Франції в грі проти збірної Фіджі. На жаль, йому не вдалось здобути жодного балу.

## Досягнення
Кубок Хайнекен:
- Фіналіст: 2006 (Біарріц Олімпік)
- Переможець: 2014 (Тулон)

Кубок Франції:
- Чемпіон: 1993, 2006, 2014